# پیتر مک‌کی
پیتر گوردون مک‌کی (به انگلیسی: Peter Gordon MacKay) (زاده ۲۷ سپتامبر ۱۹۶۵ در نیوگلاسکو، نوا اسکوشیا) سیاست‌مدار و حقوق‌دان کانادایی است. وی از سال ۱۹۹۷ تاکنون نماینده پارلمان کانادا، از سال ۲۰۰۷ تا سال ۲۰۱۳ وزیر دفاع و از سال ۲۰۱۳ تا سال ۲۰۱۵ دادستان کل این کشور بوده‌است
مک‌کی از سال ۲۰۰۶ تا ۲۰۰۷ وزیر امور خارجه کانادا بود و از سال ۱۹۹۳ نیز به عنوان دادستان ناحیه مرکزی ایالت نوا اسکوشیا فعالیت می‌کرد. وی همچنین آخرین رهبر حزب محافظه‌کار ترقی‌خواه کانادا بود. در سال ۲۰۰۳ این حزب و حزب ائتلاف کانادا به رهبری استیون هارپر در یکدیگر ادغام شده و حزب جدیدی را به نام حزب محافظه‌کار کانادا تشکیل دادند.
مک‌کی روز ۱۴ دی سال ۱۳۹۰ در مراسمی خصوصی در مکزیک با نازنین افشین‌جم ازدواج کرد.